# Pokój paryski (1814)
Pokój paryski (Pierwszy pokój paryski) – traktat pokojowy zawarty 30 maja 1814 w Paryżu pomiędzy przedstawicielami mocarstw tworzących VI koalicję a nowym rządem francuskim reprezentowanym przez Charles'a Talleyranda.

## Okoliczności
Traktat pokojowy miał regulować podstawowe kwestie związane z likwidacją Cesarstwa Francuskiego i abdykacją Napoleona. Kończył on formalnie wojnę z VI koalicją antyfrancuską. Zawarcie jednego traktatu przez wszystkie walczące z Francją mocarstwa było wynikiem postanowień traktatu z Chaumont z 9 marca 1814.

## Postanowienia
- Francji przywrócono granice ze stycznia 1792 roku, rozszerzając je o tereny wokół Landau in der Pfalz, Miluzy, Montbéliard i Saarbrücken położone na lewym brzegu Renu.
- Nie zobowiązano jej również do wypłaty odszkodowania wojennego.
- Kilka francuskich kolonii przypadło Wielkiej Brytanii,
- natomiast część Hispanioli Hiszpanii.
- Francja została zobowiązana do wprowadzenia zakazu handlu niewolnikami w ciągu 5 lat od zawarcia układu
- Pozostałe kwestie sporne mocarstwa postanowiły pozostawić do rozstrzygnięcia na czas planowanego w ciągu dwóch miesięcy kongresu w Wiedniu.